# Blanka von Navarra (Champagne)
Blanka von Navarra (* am oder vor dem 5. August 1177; † zwischen dem 12. und 14. März 1229) war durch ihren Ehemann Gräfin von Champagne, dann Regentin des Landes und schließlich auch Regentin ihrer Heimat, des Königreichs Navarra.

## Leben
Blanka von Navarra war die jüngste Tochter von König Sancho VI. († 1194) und Sancha (* um 1139; † 5. August 1177) von Königreich Kastilien. Ihre mütterlichen Großeltern waren Alfons VII., König von Kastilien und Berenguela von Barcelona.
Blanka heiratete im Jahr 1199 Theobald III., Graf von Champagne, der bereits 1201 starb, während sie zum zweiten Mal schwanger war. Ihr Sohn, Theobald IV., wurde sofort Graf von Champagne. Blanka blieb Regentin des Landes, bis ihr Sohn 1222 erwachsen wurde.
Ihre Regentschaft litt unter einer Reihe von Problemen. Blankas Schwager, Graf Heinrich II. von Champagne, hatte einen großen Berg Schulden hinterlassen, der noch nicht abbezahlt war, als Theobald III. starb. Die Nachfolge Theobalds IV. wurde von Érard von Brienne, Herr von Ramerupt angefochten. Es ging Erard von Brienne dabei insbesondere um die Erbansprüche seiner Gattin Philippa († 1250), die eine Tochter Heinrichs und Enkelin König Amalrichs von Jerusalem war, die er gegen Blanka von Navarra und ihren Sohn durchzusetzen suchte. Erard von Brienne war im Jahr 1212 mit der Absicht in den Orient gereist, eine Erbtochter Heinrichs zu ehelichen, was ihm mit der Hilfe seines Onkels Johann von Brienne gelang. 1215 kehrte er ins Abendland zurück und begab sich in die Champagne, wo er zum Ende des Jahres mit Kampfhandlungen begann. Unterstützt wurde er durch Herzog Theobald I. von Lothringen und Rittern der Champagne. Auf der Gegenseite wurde Blanka durch Philipp von Frankreich und Friedrich II. unterstützt. Der Konflikt mit Brienne konnte bis zum Ende ihrer Regentschaft nicht gelöst werden.
Blankas Bruder Sancho VII. war der letzte männliche Angehörige der Herrscherfamilie Navarras. Als er sich zurückzog, übernahm Blanka die Verwaltung des Königreichs. Sie starb 1229 vor ihrem Bruder.